# La Vierge de Foligno
La Vierge de Foligno ou Vierge au donataireou plus descriptivement La Vierge à l'Enfant avec les saints Jean Baptiste, Jérôme et le donateur Sigismondo de' Conti (en italien Madonna di Foligno)  est une peinture religieuse de Raphaël. Le tableau est actuellement conservé aux Musées du vatican à Rome, (Italie).

## Histoire
La Vierge de Foligno a été commandée à Raphaël en 1511 par Sigismondo de' Conti un humaniste de Foligno et secrétaire du Pape Jules II  pour le maître-autel de la Basilique Sainte-Marie d'Aracœli (lieu de sépulture de Sigismondo mort en 1512) à Rome pour remercier la Vierge d'avoir épargné sa maison de Foligno, frappée par la foudre.
L'œuvre est généralement datée entre 1511 et 1512, période durant laquelle Raphaël travaillait à la Chambre d'Héliodore au Vatican.
En 1565, elle a été transférée à l'église Sainte-Anne du Monastère des Comtesses à Foligno (d'où le nom du tableau).
En 1797, elle fut emmenée en France à la suite du traité de Tolentino et transposée sur toile en 1802.
En 1816, le tableau est rendu à l'Italie et installé à la Pinacothèque Vaticane.

## Thème
Il s'agit d'une Conversation sacrée comme l'iconographie chrétienne le précise avec  la présence, auprès de La Vierge à l'Enfant, de saints intercesseurs, de commanditaires, d'angelots. La Vierge, qui peut trôner sur un siège terrestre, est ici assise majestueusement, « en gloire », sur des nuages bleus. Le commanditaire est agenouillé avec ses saints patrons sous cette vision, rappel de la légende selon laquelle l'église fut construite sur le lieu d'une apparition de la Vierge

## Description
La Vierge et l'Enfant sont assis sur un nuage avec au-dessus des angelots entrelacés dans les détails des nuages. En bas à gauche saint Jean Baptiste vêtu de peau, indique la vision céleste devant laquelle saint François se met à genoux. Sur la droite saint Jérôme, en habit de cardinal, recommande le donateur Sigismondo de’ Conti, à genoux mains jointes en le tenant par la tête, le présentant à la Vierge, assise avec l'Enfant. Un putto au centre de la composition tient une plaque vierge ou effacée. La nature est également présente dans les fleurs du bas du tableau et l'arrière-plan représente un paysage de collines verdoyantes avec une présence d'un clocher et de maisons et de montagnes, et dont  l'horizon est masqué par une brume de la même couleur bleue. la foudre, dessinée en arc, est centrée sur la tête du putto et encadre le village.

## Analyse
La Vierge est directement inspirée de l'Adoration des Mages de Vinci et l'Enfant est une adaptation du Tondo Doni de Michel-Ange ; ces emprunts délibérés ne sont que l'emploi de citations classiques dans un nouveau contexte. Le halo sommaire est une restauration postérieure et le groupe des saints et du donateur fut à l'évidence exécuté par l'atelier de Raphaël. En bas, seul le putto est de sa main ; il ressemble aux anges qui portent les tables de la Dispute.
Il s'agit là d'une des œuvres qui voient disparaître  les dernières traces des leçons de son maître Le Pérugin.
Le cartel que tient le putto devait probablement accueillir une inscription relative au miracle.
La scène indistincte du paysage serait celle de la maison frappée par la foudre et restée miraculeusement intacte.

## Sources
- (it) Cet article est partiellement ou en totalité issu de l’article de Wikipédia en italien intitulé « Madonna di Foligno » (voir la liste des auteurs).
- Notice du Vatican